# Samsung Galaxy A32
I Samsung Galaxy A32 e Samsung Galaxy A32 5G sono due smartphone di fascia media prodotti da Samsung, facenti parte della serie Samsung Galaxy A.

## Caratteristiche tecniche

### Hardware
Il Galaxy A32 è uno smartphone con form factor di tipo slate, le cui dimensioni sono di 158,9 × 73,6 × 8,4 mm e pesa 184 grammi.
Il dispositivo è dotato di connettività GSM, HSPA, LTE, di Wi-Fi 802.11 a/b/g/n/ac dual-band con supporto a Wi-Fi Direct e hotspot, di Bluetooth 5.0 con A2DP e LE, di GPS con A-GPS, BeiDou, GALILEO e GLONASS e di NFC. Ha la Radio FM e il supporto al Dolby Atmos. Ha una porta USB-C 2.0 e un ingresso per jack audio da 3,5 mm.
È dotato di schermo touchscreen capacitivo da 6,4 pollici di diagonale, di tipo Super AMOLED, angoli arrotondati e risoluzione FHD+ 1080 × 2400 pixel.
La batteria li-po da 5000 mAh non è removibile dall'utente. Supporta la ricarica rapida a 15 watt.
Il chipset è un MediaTek Helio G80 con CPU octa core (2 core a 2 GHz + 6 core a 1,8 GHz). La memoria interna di tipo eMMC 5.1 è di 128/256 GB espandibili con microSD sino a 1 TB mentre la RAM è di 4, 6 o 8 GB (in base alla versione scelta).
La fotocamera posteriore ha un sensore principale da 64 megapixel, con apertura f/1.8, uno da 8 MP grandangolare, una da 5 MP di profondità e una da 5 MP per le macro, è dotata di autofocus PDAF, modalità HDR e flash LED, in grado di registrare al massimo video Full HD a 30 fotogrammi al secondo, mentre la fotocamera anteriore è singola da 20 megapixel, con supporto HDR e registrazione video massimo Full HD@30 fps.

### Software
Il sistema operativo è Android 11, accompagnato dall'interfaccia utente One UI 3.1.
Da maggio 2022 comincia a ricevere l'aggiornamento ad Android 12 con One UI 4.1.

## Varianti

### Galaxy A32 5G
Il Galaxy A32 5G è uno smartphone con form factor di tipo slate, le cui dimensioni sono di 164,2 × 76,1 × 9,1 mm e pesa 205 grammi.
Il dispositivo è dotato di connettività GSM, HSPA, LTE, 5G, di Wi-Fi 802.11 a/b/g/n/ac dual-band con supporto a Wi-Fi Direct e hotspot, di Bluetooth 5.0 con A2DP e LE, di GPS con A-GPS, BeiDou, GALILEO e GLONASS e di NFC. Ha la Radio FM e il supporto al Dolby Atmos. Ha una porta USB-C 2.0 e un ingresso per jack audio da 3,5 mm.
È dotato di schermo touchscreen capacitivo da 6,5 pollici di diagonale, di tipo TFT, angoli arrotondati e risoluzione HD+ 720 × 1600 pixel.
La batteria li-po da 5000 mAh non è removibile dall'utente. Supporta la ricarica rapida a 15 watt.
Il chipset è un MediaTek Dimensity 720 5G (MT6853V 5G-B) con CPU octa core (2 core a 2 GHz + 6 core a 2 GHz). La memoria interna di tipo UFS 2.1 è di 128 GB espandibili con microSD sino a 1 TB mentre la RAM è di 4, 6 o 8 GB (in base alla versione scelta).
La fotocamera posteriore ha un sensore principale da 48 megapixel, con apertura f/1.8, uno da 8 MP grandangolare, una da 5 MP di profondità e una da 2 MP per le macro, è dotata di autofocus PDAF, modalità HDR e flash LED, in grado di registrare al massimo video 4K a 30 fotogrammi al secondo, mentre la fotocamera anteriore è singola da 13 megapixel, con supporto HDR e registrazione video massimo Full HD@30 fps.
Il 25 agosto 2021 viene presentato in India come Galaxy M32 5G.

## Commercializzazione
Il Galaxy A32 5G è stato presentato il 27 gennaio 2021. È in vendita dalle prime settimane di febbraio 2021.
Il Galaxy A32 è stato presentato il 26 febbraio 2021. È in vendita dopo la presentazione in Russia.